# Elbridge Gerry
Elbridge Gerry (n. 17 iulie 1744 - d. 23 noiembrie 1814) a fost un politician american, unul din Fondatorii Statelor Unite, semnatar al Declarației de independență a Statelor Unite ale Americii, membru al Convenvenției Constituționale, guvernator al statului  Massachusetts și al cincilea vicepreședinte al Statelor Unite ale Americii, între 1813 și 1814.
Considerat a fi fost unul din The Founding Fathers al Statelor Unite, Elbridge Gerry este notabil prin faptul că a fost unul din cei 56 de semnatari ai Declarației de independență a Statelor Unite ale Americii, a semnat Articolele Confederației, dar unul din cei 16 delegați (din totalul de 55) care nu au semnat Constituția Statelor Unite ale Americii.  În cazul său, refuzul a fost legat de neacceptarea în textul originar a pasajelor dedicate libertăților individuale, care ulterior, în 1791, au fost încorporate în Bill of Rights.